# Physical Review
Physical Review (nach ISO 4: Phys. Rev.) ist eine der ältesten und angesehensten Fachzeitschriften in der Physik. Die Zeitschrift wurde 1893  von E. L. Nichols gegründet und wird seit 1913 von der American Physical Society (dem Berufsverband der Physiker in den USA) herausgegeben, inzwischen in Zusammenarbeit mit dem Dachverband American Institute of Physics. Nichols publizierte 1893 den 1. Artikel des Journals.
Da die Zeitschrift immer umfangreicher wurde, wurde zunächst 1958 ein „Letters“-Journal abgespalten, und dann 1970 das Hauptjournal in Teilbereiche (A–D) aufgeteilt.
Die Zeitschriften-Familie, insbesondere Physical Review Letters, gilt als eine der angesehensten Fachzeitschriften nur für Physik. Nur Artikel von sehr hoher Qualität werden durch das Peer-Review-Verfahren angenommen. In vielen Bereichen der Physik kommt eine Veröffentlichung in PRL in der Wertschätzung gleich nach Science und Nature.

## Journale

### Liste der APS Journale
Die APS gibt folgende, bekannte und vielzitierte Journale aus. Stand 2022 sind es 16 Journale und ein Magazin:
| #  | Title                                      | Abkürzung nach ISO 4        | Kürzel      | OA | Inhalt | Datum (ab) | ISSN           | Nur Online (Web) |
| -- | ------------------------------------------ | --------------------------- | ----------- | -- | --- | ---------- | -------------- | ---------------- |
| 1  | Physical Review Letters                    | Phys. Rev. Lett.            | PRL         |    | Alle Bereiche der Physik; es werden nur Ergebnisse publiziert, die auch für Physiker außerhalb des jeweiligen Feldes von Interesse sind; nur Kurzartikel zugelassen PRL und RMP sind sehr angesehene Fachzeitschriften für Physik weltweit | 1958       | ISSN 0031-9007 |                  |
| 2  | Physical Review X                          | Phys. Rev. X                | PRX         | x  | alle Bereiche der Physik (besonders interdisziplinär); open access Online-Journal, Artikel werden unter der Creative-Commons-Lizenz CC-BY veröffentlicht                                                                                   | 2011       | ISSN 2160-3308 | x                |
| 3  | PRX Energy                                 | PRX Energy                  |             | x  | Erweiterung des PRX Journals für Hochenergiephysik | 2021       |                | x                |
| 4  | PRX Quantum                                | PRX Quantum                 |             | x  | Erweiterung des PRX Journals für Quantenmechanik und Technologie | 2020       |                | x                |
| 5  | Reviews of Modern Physics                  | Rev. Mod. Phys.             | RMP         |    | Review-Artikel, also längere Aufsätze, die den Stand des Wissens in einem Bereich der Physik zusammenfassen und aufbereiten | 1929       | ISSN 0034-6861 |                  |
| 6  | Physical Review A                          | Phys. Rev. A                | PRA         |    | Atom-, Molekül- und optische Physik | 1970       | ISSN 1050-2947 |                  |
| 7  | Physical Review B                          | Phys. Rev. B                | PRB         |    | Festkörperphysik, Materialwissenschaften | 1970       | ISSN 1098-0121 |                  |
| 8  | Physical Review C                          | Phys. Rev. C                | PRC         |    | Kernphysik | 1970       | ISSN 0556-2813 |                  |
| 9  | Physical Review D                          | Phys. Rev. D                | PRD         |    | Hochenergiephysik, Feldtheorie, Gravitation, Kosmologie | 1970       | ISSN 1550-7998 |                  |
| 10 | Physical Review E                          | Phys. Rev. E                | PRE         |    | Statistische Physik, Nichtlineare Systeme, Physik der weichen Materie, | 1993       | ISSN 1539-3755 |                  |
| 11 | Physical Review Research                   | Phys. Rev. Res.             |             | x  | Forschungsthemen der Physik | 2019       |                |                  |
| 12 | Physical Review Accelerators and Beams     | Phys. Rev. Accel. Beams     | PRAB        | x  | Internationale Beschleunigerphysik und Technologie; Hochenergiephysik | 1998       | ISSN 2469-9888 |                  |
| 13 | Physical Review Applied                    | Phys. Rev. Applied          | PRApplied   |    | Angewandte Physik | 2014       | ISSN 2475-9953 | x                |
| 14 | Physical Review Fluids                     | Phys. Rev. Fluids           | PRFluids    |    | Fluiddynamik | 2016       | ISSN 2469-990X | x                |
| 15 | Physical Review Materials                  | Phys. Rev. Mater.           | PRMaterials |    | Materialwissenschaften | 2017       | ISSN 2475-9953 |                  |
| 16 | Physical Review Physics Education Research | Phys. Rev. Phys. Educ. Res. | PRPER       | x  | Didaktik der Physik | 2005       | ISSN 2469-9896 | x                |
| 17 | Physics (auch: Physics Magazine*)          | Physics                     |             |    | Höhepunkte aus der Physical Review Familie, täglich Online | 2008       |                | x                |

Hinweise:
1. Die Nummerierung (#) dient nur zur Übersichtlichkeit und hat ansonsten keine weitere Bedeutung
2. Im Vergleich zum Physics Magazine, wird das Magazin Physics Today durch das American Institute of Physics (AIP) publiziert und den APS-Mitgliedern angeboten

### Physical Review Online Archive (PROLA)
Alle Artikel seit Gründung 1893 sind in elektronischer Form im „Physical Review Online Archive“ verfügbar, welches allerdings Abonnenten – typischerweise Universitätsbibliotheken – vorbehalten ist. Zusammenfassungen der einzelnen Artikel sind aber kostenlos einsehbar. Seit November 2006 können im Rahmen des „Free to Read“-Programms Autoren (oder andere Interessierte) durch Bezahlen einer Gebühr einen Artikel für alle kostenlos und auf Dauer online zugänglich machen.

### Weitere Publikationen
- Physical Review (Series I) := Physical Review Online Archive (PROLA) siehe dort.
- Physics Physique Fizika физика
- PhysicsCentral – eine Lernplattform

### Open Access
Einige der Journale sind bereits Open Access, siehe Tabellenattribut „OA“. Zusätzlich hat 2020 die APS und die Max-Planck-Gesellschaft (MPG) für MPG-Autoren ein OA-Partnerschaft (sog. „Read and Publish“ Pilot) begründet.

## Metriken

### 2020 Metriken
| Journal                     | Published Papers | Citations | Immediacy Index* | 5-Year IF** | 2020 Eigenfactor®*** | 2020 Impact Factor |
| --------------------------- | ---------------- | --------- | ---------------- | ----------- | -------------------- | ------------------ |
| Phys. Rev. Lett.            | 2,743            | 490,021   | 2.444            | 9.044       | 0.40804              | 9.161              |
| Phys. Rev. X                | 277              | 22,327    | 3.397            | 15.641      | 0.07486              | 15.762             |
| Rev. Mod. Phys.             | 32               | 58,097    | 8.313            | 53.323      | 0.04506              | 54.494             |
| Phys. Rev. A                | 2,364            | 131,470   | 0.850            | 2.936       | 0.10711              | 3.140              |
| Phys. Rev. B                | 4,982            | 406,465   | 1.135            | 3.860       | 0.25889              | 4.036              |
| Phys. Rev. C                | 955              | 53,343    | 0.988            | 3.103       | 0.03978              | 3.296              |
| Phys. Rev. D                | 3,840            | 204,090   | 1.939            | 4.413       | 0.17928              | 5.296              |
| Phys. Rev. E                | 1,979            | 107,073   | 0.663            | 2.414       | 0.08104              | 2.529              |
| Phys. Rev. Accel. Beams     | 257              | 1,677     | 0.646            | 1.658       | 0.00427              | 1.639              |
| Phys. Rev. Applied          | 969              | 14,172    | 0.85             | 5.111       | 0.04036              | 4.985              |
| Phys. Rev. Fluids           | 583              | 5,006     | 0.59             | 2.666       | 0.01674              | 2.537              |
| Phys. Rev. Materials        | 715              | 7,823     | 0.834            | 4.034       | 0.02296              | 3.989              |
| Phys. Rev. Phys. Educ. Res. | 116              | 1,103     | 0.53             | 2.977       | 0.00274              | 2.412              |